# Исрапилов, Нариман Магомедрасулович
Нариман Магомедрасулович  Исрапилов (23 февраля 1988, с. Каякент, Каякентский район, Дагестанская АССР, РСФСР, СССР) — российский борец вольного стиля, Мастер спорта России международного класса. По национальности — кумык.

## Спортивная карьера
Нариман Исрапилов вырос и поныне живёт в Каякенте. Каякентская спортшкола, где он тренируются, представляет собой неказистое здание с маленьким спортзалом, в который вмещается всего лишь один борцовский ковер. Начал заниматься борьбой в 10 лет вместе со своим двоюродным братом.
Спустя несколько месяцев его включили в команду для участия в юношеском первенстве Дагестана, впрочем, не особо рассчитывая на него. Но неожиданно для всех и самого себя он одержал победы во всех схватках и стал чемпионом в весе до 24 кг.
В 2009 году Исрапилов завоевал титул чемпиона Европы. Однако после этого в его результатах наметился регресс, он уступил первую позицию в сборной России, хотя и продолжал оставаться в обойме ведущих борцов страны в весе до 55 кг. По словам Наримана, он часто подходил к соревнованиям перетренированным, и это сказывалось на его выступлениях. Проанализировав свои ошибки вместе с тренерами, борец с недавних пор несколько изменил подходы к тренировочному процессу, стал дозировать нагрузки. «Надо было что-то менять, чтобы выйти из застоя, — заметил Нариман. — Сейчас чувствую себя лучше, тренируюсь с удовольствием. Остается надеяться, что и результаты теперь улучшатся».